# أمازونيات داهومي
أمازونيات داهومي (بالفرنسية: Agojie, Agoji, Mino, or Minon)، أو محاربات الأمازون، هو فوج عسكري مكون بالكامل من النساء ظهر في مملكة داهومي (التي تقع في بنين اليوم غرب إفريقيا)، استمر وجودهن من القرن السابع عشر حتى أواخر القرن التاسع عشر. وهو الجيش النسائي الوحيد في التاريخ الحديث. أطلق الأوروبيون الغربيون الذين تعاملوا معهن اسم "أمازونيات" استنادًا إلى أسطورة المحاربات الأمازونيات في الأساطير اليونانية.
ظهر هذا الفوج العسكري النسائي نتيجة لتعرض الرجال في داهومي لخسائر فادحة في الحروب المستمرة مع دول غرب إفريقيا المجاورة. وقد أسهم ذلك في جعل داهومي واحدة من الدول الرائدة في تجارة الرقيق مع إمبراطورية الأويو، التي كانت تستخدم العبيد في تبادل السلع عبر غرب إفريقيا حتى انتهت هذه التجارة في المنطقة. من المحتمل أن نقص الرجال قد دفع ملوك داهومي إلى تجنيد النساء في الجيش. وكان تشكيل هذه الوحدة العسكرية النسائية بمثابة رد فعل استراتيجي لمواجهة الجزية التي كانت تُفرض على العبيد الذكور من قبل إمبراطورية الأويو كل عام.

## المنشأ
يقال إن الملك هويجبادجا ثالث ملوك داهومي (الذي حكم من عام 1645 إلى عام 1685)، هو من بدأ تشكيل المجموعة التي أصبحت فيما بعد معروفة باسم "مينو" كفيلق من صيادي الأفيال يُسمى غبيتو. ربما كانت مجموعة غبيتو موجودة قبل حكم هويجبادجا، حيث تشير بعض التقاليد إلى أنه قام بتنظيم مجموعات كانت موجودة بالفعل إلى فيلق، بينما عرض آخرون أنفسهم لخدمة الملك.
.أنشأت ابنة هويجبادجا الملكة هانجبي (حكمت من عام 1716 إلى عام 1718) حرس شخصي من الإناث. سجل التجار الأوروبيون وجودهن. وفقًا للتقاليد، استخدم شقيقها وخليفتها الملك أغاجا هذه الحارسات بنجاح في هزيمة مملكة سافي المجاورة عام 1727. كانت مجموعة المحاربات تُعرف باسم "مينو"، والتي تعني "أمهاتنا" بلغة الفون، وكان جيش داهومي الذكوري يشير إليهن بهذا الاسم. ومع ذلك، هناك مصادر تتنافى مع الادعاء بأن الملكة هانجبي هي من أنشأت الوحدات، حتى أن البعض شكك في وجود الملكة هانجبي نفسها.
منذ عهد الملك جيزو (الذي حكم من 1818 إلى 1858)، أصبحت داهومي أكثر عسكرية. أولى جيزو اهتمامًا كبيرًا للجيش، فرفع ميزانيته وقام بتطوير هيكله من جيش احتفالي إلى جيش محترف وجاد. بينما كان الأوروبيون يطلقون على الجنديات اسم "أمازون"، فقد كانت الجنديات في داهومي يطلقن على أنفسهن اسم "أهوسي" (زوجات الملك) أو "مينو" (أمهاتنا).

## التفكك والإرث
تم حل القوات عندما أصبحت مملكة داهومي محمية فرنسية في عام 1894. يُقال وفقًا للتقاليد الشفوية إن بعض الناجيات من أمازونيات مينو بقين سرًا في أبومي بعد ذلك، حيث قمن باغتيال عدد من الضباط الفرنسيين بهدوء. كما تقول بعض القصص الأخرى إن النساء قد تعهدن بحماية أجولي أغبو، شقيق الملك بيهانزين، متنكرات في هيئة زوجاته من أجل حراسته.

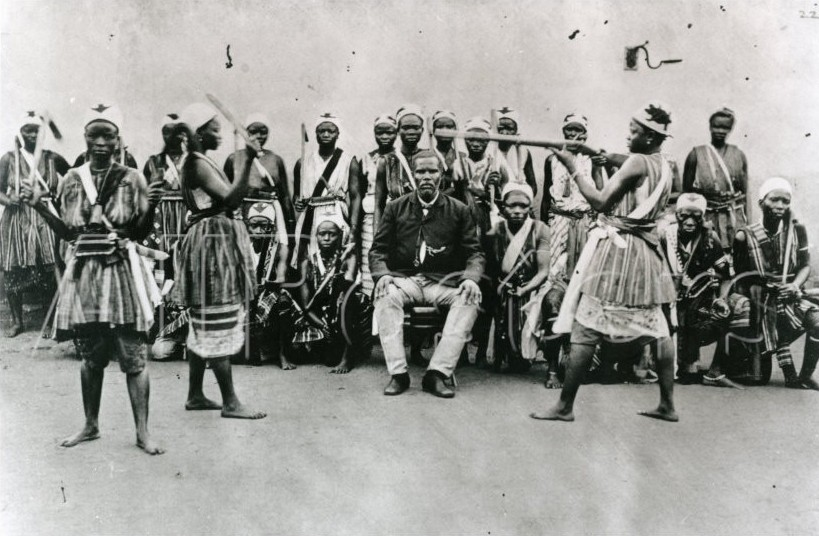
داهومي أمازون حوالي عام 1890.

تزوجت بعض النساء وأنجبن أطفالًا، بينما بقيت أخريات عازبات. وفقًا لمؤرخ تتبع حياة ما يقرب من عشرين من المحاربات السابقات، أظهرت جميعهن صعوبات في التكيف مع الحياة كمحاربات متقاعدات، وكانوا غالبًا يكافحن لإيجاد أدوار جديدة في مجتمعاتهن تمنحهن شعورًا بالفخر مشابهًا لحياتهن السابقة. كما أظهرت العديد منهن ميلًا لبدء المعارك أو الحجج التي أخافت جيرانهن وأقاربهن.
بين عامي 1934 و1942، سجل العديد من المسافرين البريطانيين في أبومي لقاءات مع نساء مسنات كن من مينو سابقين، حيث كن ينسجن القطن أو يتسكعن في الساحات. يُقال إن عددًا غير معروف من النساء تدربن مع أعضاء داهومي مينو بعد تفككهن، مما أدى إلى استمرار التقليد، رغم أنهن لم يشاهدن أي قتال. حوالي عام 2019، أجرت لوبيتا نيونغو مقابلة مع واحدة من هؤلاء النساء التي كانت لا تزال على قيد الحياة من أجل الفيلم الوثائقي التلفزيوني "Warrior Women with Lupita Nyong'o".

## في الثقافة الشعبية
- ذكرت أمازونيات داهومي في رواية الخيال العلمي "روبور الفاتح" (1886) للكاتب جول فيرن (الفصل الخامس عشر: مناوشة في داهومي).
- تم تمثيل أمازونيات داهومي في فيلم "Cobra Verde" الذي أُصدر عام 1987 من قبل المخرج الألماني فيرنر هيرزوغ.
- لعبت أمازونيات غيزو دورًا مهمًا في رواية "Flash for Freedom!" التي كتبها جورج ماكدونالد فريزر عام 1971.
- شكل المحاربون الموضوع الرئيسي وكتب عنهم في المسرحية "The Dahomey Warriors" للكاتب لايون غراي.
- في لعبة "Age of Empires II: The African Kingdoms" و "Age of Empires III: The African Royals"، هناك وحدة نسائية تُسمى "Gbeto" التي تأثرت بأمازونيات داهومي وتم تسميتها تيمّنًا بهن.
- في لعبة الفيديو "Empire: Total War"، يمكنك تجنيد وحدات أمازونيات داهومي إذا كنت قد غزوت بعض المناطق في شمال أفريقيا.